# سیزیا زیکه
سیزیا زیکه (به فرانسوی: Cizia Zykë) نویسنده قرن بیستم میلادی اهل فرانسه بود.